# 杰奎琳·杜·普蕾

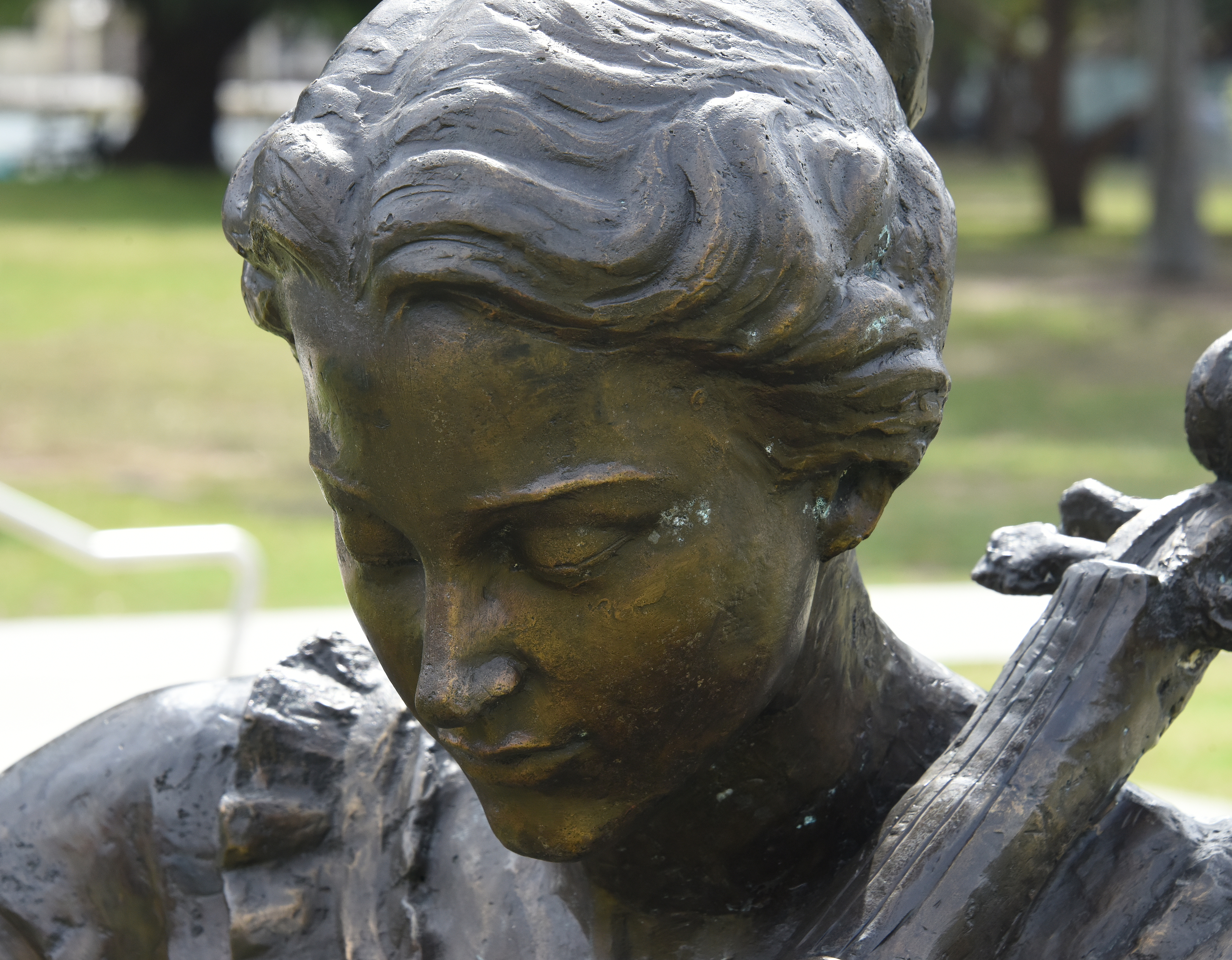
位於澳洲雪梨肯辛頓公園社區中心的杜普蕾銅像

杰奎琳·瑪麗·杜·普蕾，OBE（1945年1月26日—1987年10月19日），英國大提琴演奏家。

## 生平
杜普蕾生于牛津一个中产阶级音乐之家，她母亲是个不错的钢琴家，也是个天才教师。这个法国姓来自她父亲那边源于Channel岛的祖籍。就在她要过五岁生日前，初露音乐才华的她在收音机上听到大提琴的琴声，坚决要求学习大提琴。
之後，杜普蕾就学于Herbert Walenn的伦敦提琴学校，十岁时从师于知名音樂家William Pleeth，后来杜普蕾相继跟随西班牙的卡薩爾斯，巴黎的托特里耶，和莫斯科的羅斯托波維奇继续学业。1956年获得Suggia奖。
1959年，杜普蕾第一次公开表演她的艾爾加协奏曲；1960年她赢得皇后奖杯（Queen’s Prize），1961年在伦敦第一场演奏会成功完成，当时她的大提琴是一把1673年的斯特拉迪瓦里琴，這把琴後來被稱為杜普蕾斯特拉迪瓦里。一年后她先后演奏了几场埃尔加协奏曲，其中包括第一场后来成为历年传统的英國BBC音乐会。那一年开始，George Malcolm 成了她的奏鸣曲表演伙伴，而且二人开始联手为EMI录音。
1964年，她和史蒂芬·寇瓦謝維契成为协奏曲伙伴。并首场演出了Priaulx Rainier的协奏曲。同年，一位不知名的崇拜者送给她一把1712年的斯特拉迪瓦里---达维多夫斯特拉迪瓦里，前主是俄羅斯知名大提琴演奏家，有「大提琴沙皇」之稱的卡爾·達維多夫，此琴成为她今后的主要演出器材。到1965年她的声誉已经渐渐升高，1965年当她录制了她那场著名的埃尔加协奏曲之后，成为了有目共睹的一颗灿烂明星。同年她首次在美国演出。
1967年，她与丹尼尔·巴伦波因结婚。年底与小提琴手平夏斯·祖克曼的会面促使后来三人组成了一个演出团。并录制了贝多芬和柴科夫斯基的三重奏。她与阿胥肯納吉、帕爾曼、祖賓·梅塔等音乐家成为了朋友。她本人也成为举世瞩目的最有名的演奏家之一。
从1971年7月开始，她开始受到一种奇怪病魔的骚扰，手指开始会偶尔失去知觉，演出开始受到影响。后来她的病被诊断为多发性硬化症，经历了一系列的病痛反复发作之后，她于1973年退出乐坛。她试图教授音乐，但是最终因为病症加重，于1987年10月病逝于伦敦家中。

## 其他
- 杜普蕾的姊姊希拉蕊與哥哥皮耶合寫了回憶錄《狂戀大提琴》，並改編為電影《無情荒地有琴天》（Hilary and Jackie）。

## 外部連結
- 杰奎琳·杜·普蕾的Discogs页面（英文）